# Теймурова, Назакет Хосров кызы
Назакет Хосров кызы Теймурова (азерб. Nəzakət Xosrov qızı Teymurova; род. 4 июля 1972, Алимадатли, Агдамский район) — азербайджанская исполнительница мугама. Солистка Азербайджанского Государственного академического театра оперы и балета. Народная артистка Азербайджана (2005).

## Биография
Родилась 4 июля 1972 года в селе Алимадатли Агдамского района Азербайджанской ССР.
После окончания 8-го класса средней школы поступила в Бакинский базовый энергетический техникум. Затем по конкурсу поступила в музыкальную школу им. Асафа Зейналлы. С 1991 по 1995 годы училась в классе Наримана Алиева.
В 1995 году поступила в Азербайджанскую государственную консерваторию, где брала уроки у народного артиста профессора Арифа Бабаева. 
С того же года является солисткой Азербайджанского государственного академического театра оперы и балета. Первой ролью стала роль Лейли в опере «Лейли и Меджнун». В «Ашуг-Гариб» сыграла роль Шахсанам, в опере «Скала невест» — Гюльбахар, в «Натаван», «Вагиф» и «Кёроглы» — ханенде.
Наряду с работой в качестве солистки оперы, Назакет Теймурова также с высоким профессионализмом исполняет мугамы, народные и композиторские песни. Часто выступает на мероприятиях государственного уровня, юбилеях. 
Гастролировала с концертными программами в Германии, США, Корее, Японии, Венгрии, Франции, Турции, Иране, Швейцарии и других странах. 
Представляла искусство мугама на международных конкурсах и фестивалях. 
Является солисткой театра оперы и балета. Также работает преподавателем по вокалу и исполнению мугама в Национальной консерватории и музыкальном колледже.
В августе 2011 года на VIII Международном музыкальном фестивале «Восточные традиции» в Самарканде (Узбекистан) получила специальный приз ЮНЕСКО «Самый красивый звук». В феврале 2012 года в Италии вышел новый диск Назакет Теймуровой «Азербайджанская музыка». 
Пять раз с 2012 по 2016 годы удостоена президентской премии.

## Награды и звания
- Заслуженный артист Азербайджана (28 октября 2000)[2]
- Премия президента Азербайджана III степени (26 июля 2002)[3]
- Народный артист Азербайджана (16 сентября 2005)[4]